# Дом-музей М. Б. Грекова
Дом-музей М. Б. Грекова — дом-музей, в котором около 14 лет жил художник М. Б. Греков (фамилия при рождении - Мартыщенко), филиал Новочеркасского музея истории донского казачества. Музей относится к региональным объектам культурного наследия.

## История и описание
Жизнь и творческая деятельность Митрофана Борисовича Грекова (1882—1934 гг.) большей частью прошла в городе Новочеркасске. Художник прожил здесь около четырнадцати лет. За это время им было создано 92 полотна, включая такие как «В отряд к Буденному» (1923 г.), «Тачанка» (1925 г.), «Кавалерийская атака» (1927 г.), «Бой под Егорлыкской станицей» (1927—1928 гг.), первая советская диорама «Взятие Ростова». Художник жил здесь с июня 1918 г. по 1931 год. 4 года 3 месяца он проходил службу, остальное время писал картины. Период жизни в Новочеркасске был для него наиболее плодотворным, за это время он создал 74 произведений, наиболее известными являются: «Тачанка» (1925), «В отряд к Буденному», «Кавалерийская атака», «Бой под Егорлыкской» и др.

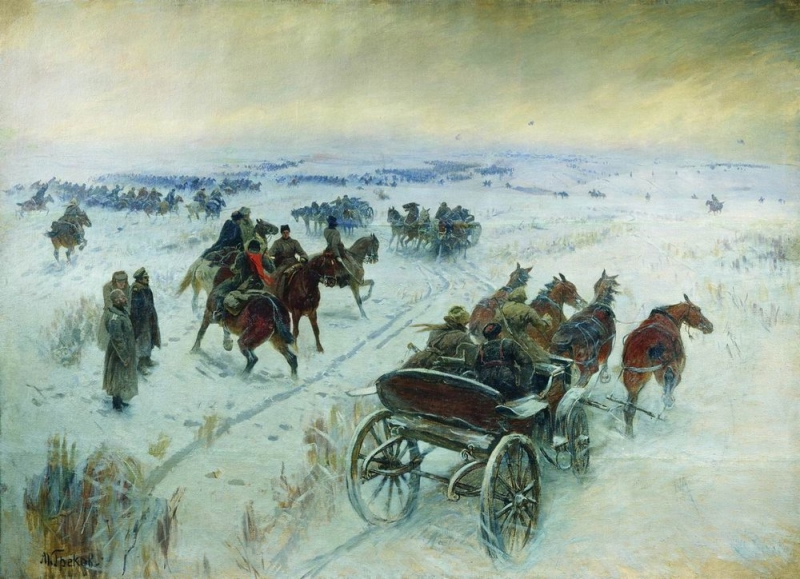
«Бой под Егорлыкской», 1928−1929

Художник Греков Митрофан Павлович родился 3 июня 1882 года в хуторе Шарпаевка. Учился живописи в Одесском художественном училище, в Петербургской академии художеств. Стал основателем советского батального жанра и советского панорамного искусства. Его мемориальный дом-музей был открыт в г. Новочеркасске в 1957 году через 23 года после смерти художника в 1934 году. В доме была сохранена обстановка, в которой он жил, его подлинные картины, мебель и др.. В состав мемориала входит дом, в котором он жил, флигель, небольшой фруктовый сад с садовыми постройками и цветником. В доме хранятся его картины, эскизы, этюды, личные вещи художника.
В мастерской художника хранятся его мольберт с табуретом, диван, металлическое кресло, этюдные принадлежности, шкаф. У подоконника прикреплена широкая доска с красками, этюды. На стенах мастерской висят картины. В экспозиции дома-музея Грекова есть раздел «Баталисты — продолжатели творческих традиций М. Б. Грекова» — с 1934 года в России существует Студия военных художников имени М. Б. Грекова.
Во внутреннем дворике Мемориального Дома-музея установлен бюст М. Б. Грекова.
Первым директором Дома-музея была племянница художника Елена Терентьевна Грекова, внесшая большой вклад в создание Дома-музея.